# Ладыгин, Вениамин Фёдорович
Вениамин Фёдорович Ладыгин (1860 — 21 августа 1923, Харбин) — участник Тибетской экспедиции (1893—1895) В. И. Роборовского и Монголо-Камской экспедиции (1899—1901) П. К. Козлова, ботаник, выдающийся коллектор растений Центральной Азии.

## Биография
Заведовал и учительствовал в дунганской школе в Каракунузе (позднее Масанчин в Курадайском районе Джамбульской области). Имел чин губернского секретаря. В совершенстве знал китайский язык, владел тюркскими языками.
В Тибетской экспедиции под руководством В. И. Роборовского 1893—1895 годов помимо переводов в обязанности Ладыгина входили ботанические и энтомологические сборы. Он, как правило, оставался на главном бивуаке экспедиции и постоянно вёл метеорологический дневник.
Во время Монголо-Камской экспедиции П. К. Козлова в 1899 году Ладыгину было поручено закупить верблюдов и припасы в Усть-Каменогорске и Катон-Карагае. Летом 1899, отделившись от основного отряда экспедиции, вместе с поручиком Казнаковым обследовал верховья реки Кобдо и бассейн озера Даин-нур. Участвовал в съемке озёр Алык-нор и Орингнор (или оз. Русского по Пржевальскому), истока Хуан-хэ. После возвращения из экспедиции, как член Русского географического общества, сотрудничал с Семёновым-Тянь-Шанским, Потаниным, Поздеевым, Северцевым-Полиловым. Собрал сведения о европейской торговле в Средней Азии.
С 1902 старший коммерческий агент КВЖД в Харбине. Обследовал Маньчжурию и Корею. Работал на КВЖД до 1920 года.

## Таксоны, описанные в честь Ладыгина
- Oxytropis ladyginii Krylov — Остролодочник Ладыгина (Синьцзян)
- Draba ladyginii Pohle — Крупка  Ладыгина.
- Жужелица Carabus (Rhigocarabus) ladygini Semenov, 1903 (Цинхай, Сичуань).
- Подвид ястреба-перепелятника Accipiter nisus ladygini Bianchi, 1906, 4—10. XII. 1900, р. Дза-чю или верхн. Меконг къ сев. от г. Чамдо.

## Труды
- Ладыгин В. Ф. О пресечении Гоби от Далын-туру в Су-чжоу. Вести из экспедиции П. К. Козлова // Изв. ИРГО. 1900. Т. ХХХ VI. Вып. II. С. 169—197;
- Ладыгин В. Ф. Поездка на верховья реки Урунгу (Булугун). Вести из экспедиции П. К. Козлова // Изв. ИРГО. 1900. Т. ХХХ VI. Вып. I. С. 47-66.
- Отчёт коммерческого агента КВжд В. Ф. Ладыгина по экспедиции для обследования района Цзинь-чьоу-Айгуньской железной дороги. Изд. Коммерческой службы КВжд, [1911?]. 4 тома.
- Корея. Отчёт коммерческого агента Китайской Восточной железной дороги В. Ф. Ладыгина по поездке в Корею в декабре-январе 1912—1913 г. Изд. Коммерческой части КВжд, 1915.